# Palatale nasaal
De palatale nasaal is een medeklinker die in het Internationaal Fonetisch Alfabet aangeduid wordt met ɲ, en in X-SAMPA met J. In het Spaans en andere talen waarvan het schriftsysteem is beïnvloed door de Spaanse orthografie wordt de klank weergegeven met de letter eñe (ñ).
Voorbeelden van Nederlandse woorden waarin deze klank voorkomt, zijn anjer en champagne.

## Kenmerken
- Het articulatiepunt is palataal, wat inhoudt dat voor het vormen van de klank het midden of de achterkant van de tong tegen het harde verhemelte aan te drukken.
- Het type articulatie is stemhebbend, wat betekent dat de stembanden meetrillen bij het vormen van de klank.
- Het is een nasale medeklinker, wat betekent dat de lucht door de neus naar buiten stroomt.
- Het luchtstroommechanisme is pulmonisch-egressief, wat wil zeggen dat lucht uit de longen gestuwd wordt, in plaats van uit de glottis of de mond.

Deze pagina bevat fonetische informatie in het IPA, die in sommige browsers mogelijk niet correct wordt weergegeven.
Waar symbolen in paren voorkomen, vertegenwoordigt het rechter teken een stemhebbende medeklinker. Gearceerde gebieden bevatten medeklinkers die worden beschouwd als onuitspreekbaar.
Zie ook: IPA, Klinkers